# Tiền Trấn

Vị trí tại Cao Hùng

Tiền Trấn (tiếng Trung: 前鎮區; bính âm: Qiánzhèn Qū) là một khu (quận) của thành phố Cao Hùng, Trung Hoa Dân Quốc (Đài Loan). Quận có địa hình bằng phẳng và nằm ngay ở phía tây của cảng Cao Hùng. Trên địa bàn quận có nhiều cơ sở thương mại dịch vụ cùng với khu chế xuất Cao Hùng. Tiền Trấn có diện tích 19,1207 km², dân số vào tháng 8 năm 2011 là 197.991 người thuộc 76.815 hộ gia đình, mật độ cư trú đạt 10354,8 người/km².